# Кикоин, Исаак Константинович
Исаа́к Константи́нович (Ку́шелевич) Кико́ин (15 [28] марта 1908, Малые Жагоры, Ковенская губерния — 28 декабря 1984, Москва) — советский физик-экспериментатор, академик Академии наук СССР по Отделению физико-математических наук, дважды Герой Социалистического Труда, Лауреат Ленинской премии.

## Биография

### Ранние годы
Родился 15 (28) марта 1908 года в местечке Малые Жагоры (ныне Жагаре, Йонишкский район, Литва) в семье Кушеля Исааковича (Ициковича) Кикоина (1868—1940) и Буни Израилевны Майофис (расстреляна в феврале 1942 года во время акции по уничтожению еврейского населения Пскова). Отец, уроженец местечка Игумен Минской губернии, был с 1904 года учителем и заведующим казённого еврейского училища в Жагорах.
В 1915 году в связи с выселением еврейского населения из прифронтовой полосы семья переехала в Люцин Витебской губернии, где родился их последний, пятый ребёнок — дочь Любовь; в 1916 году они переехали в Опочку Псковской губернии, где Исаак начал учиться; отец работал учителем математики и латинского языка в реальном училище. В 1921 году, когда Исаак окончил 5-й класс школы, семья перебралась в Псков, где он в 1923 году окончил 1-ю единую трудовую школу и был принят на 3-й курс Псковского землеустроительного техникума. В 1925 году, окончив техникум и получив звание землеустроителя, он поступил  на физико-механический факультет  Ленинградского политехнического института имени М. И. Калинина.  
Будучи студентом, начал работать ассистентом в одной из лабораторий Ленинградском физико-техническом институте. В 1929 году в только что созданном под руководством А. Ф. Иоффе журнале «Физика и производство» кружка физиков физико-механического факультета была напечатана первая научная публикация Кикоина — описание изобретённого Г. Брейтом ускорителя. Его первая научная работа была посвящена исследованию магнитных свойств комплексных солей платины. Во втором номере журнала «Физика и производство» была напечатана его первая научная статья с результатами собственных исследований, затрагивающих роль электронов проводимости в ферромагнетизме.

### Научная деятельность
В современной технике есть, как известно, неразрешимые проблемы. Впрочем, они таковыми являются, если не поручить их решение Кикоину.И. В. Курчатов
В 1930 году окончил институт и стал научным сотрудником ЛФТИ. Был направлен в Голландию и Германию для стажировки в ведущих физических лабораториях Европы; за границей он был 2½ месяца. После возвращения занялся вопросами использования электрических и магнитных свойств металлов и был назначен начальником бригады (затем — отдела электрических явлений) ЛФТИ. Ещё в 1929 году привлечён к ведению занятий по физике на химическом факультете Ленинградского политехнического института, с 1930 года вёл самостоятельный курс в институте, а затем в выделенном из него Физико-механическом институте и, наконец, во вновь образованном Индустриальном институте, с 1933 года — доцент по кафедре физики.
В 1933 году совместно со своим дипломником М. М. Носковым открыл новое явление — фотомагнитоэлектрический эффект в полупроводниках, который получил наименование «эффект Кикоина — Носкова». В 1935 году, защитив диссертацию, получил степень доктора физико-математических наук. В 1933—1936 годах читал лекции на механико-математическом факультете Ленинградского университета.
С момента создания Уральского физико-технического института (УФТИ; ныне Институт физики металлов Уральского научного центра РАН) состоял начальником отдела этого института и в 1935 году вместе с остальными сотрудниками института переехал в Свердловск, где было завершено строительство институтского здания. С началом Великой Отечественной войны отдел электрических явлений УФТИ переключился на решение оборонных задач, в частности на разработку необходимых для оборонной промышленности сильноточных амперметров постоянного тока. За эти работы Кикоин и ещё два сотрудника лаборатории получили в 1942 году Сталинскую премию. По другим сведениям, однако, Сталинская премия 1942 года была присуждена Кикоину за изобретение и внедрение в производство магнитных взрывателей для противотанковых мин.
В 1937—1944 годах работал профессором и заведующим кафедрой общей физики Уральского политехнического института. В 1943 году вступил в ВКП(б) и был избран членом-корреспондентом Академии наук СССР (по Отделению физико-математических наук 29 сентября 1943 г.). Он был среди первых физиков, которые начали в 1943 году работу по развитию атомной науки и техники в Лаборатории № 2 АН СССР (впоследствии — Институт атомной энергии) вместе с И. В. Курчатовым. Кикоин стал научным руководителем одного из основных направлений урановой проблемы — разделения изотопов урана с целью получения урана-235. Возглавлял созданный для решения этой проблемы 2-й сектор Лаборатории № 2 и являлся заместителем Курчатова. Из коллектива Лаборатории № 2 только Курчатов и Кикоин входили в Технический совет Специального комитета и были в курсе всех научно-технических проблем советского атомного проекта. Кикоин был также включён в состав Инженерно-технического совета Специального комитета, входил в его вторую секцию, перед которой была поставлена задача строительства завода № 813 (Уральский электрохимический комбинат) в закрытом городе Свердловск-44 (ныне Новоуральск) для разделения изотопов урана. Отвечал за научные аспекты создания предприятия (общее руководство строительством осуществлял танковый нарком В. А. Малышев), именно он подписал проект выбора площадки для предприятия в составе комиссии (Б. Л. Ванников, И. К. Кикоин, А. П. Завенягин и Н. А. Борисов).
Непосредственно с конструированием ядерного оружия Кикоин связан не был.
Принимал активное участие в создании Института атомной энергии имени И. В. Курчатова; с 1950 года — начальник отдела этого института, с 1960 до конца своей жизни — заместитель директора института.
19 октября 1945 года стал профессором по кафедре общей физики Московского механического института (с 1954 года МИФИ); 8 октября 1946 года перешёл на кафедру специальной физики, проработав на ней до 10 сентября 1947 года; 11 сентября 1947 он возглавил кафедру атомной физики инженерно-физического факультета и в должности заведующего этой кафедрой проработал до 16 мая 1955 года, когда кафедра атомной физики была объединена с кафедрой физики. На объединённой кафедре физики МИФИ И. К. Кикоин проработал до 2 ноября 1959 года, после чего перешёл в Московский университет, где читал лекции по общей физике на физическом факультете МГУ (профессор кафедры общей физики МГУ с 1954 по 1977 годы).
За участие в создании ядерного оружия 8 декабря 1951 года он получил своё первое звание Героя Социалистического Труда с вручением ордена Ленина и золотой медали «Серп и Молот»; как сформулировано в не подлежащем опубликованию указе Президиума Верховного Совета СССР, «за исключительные заслуги перед государством при выполнении специального задания».
С 23 октября 1953 года — академик АН СССР по Отделению физико-математических наук.
И. К. Кикоин является автором ряда открытий в атомной и ядерной физике, физике твёрдого тела, ядерной технике. Впервые показал наличие гальваномагнитного эффекта в жидких металлах (1931—1933 годы), измерил величину гиромагнитного отношения в полупроводниках. В 1950—1960-х годах исследовал фотомагнитный эффект (открытый им в 1933 году) в монокристаллах германия и кремния, в 1966 году впервые обнаружил квантовые осцилляции фотомагнитного эффекта при низких температурах. В 1964 году обнаружил фотопьезоэлектрический эффект. Открыл аномально большой эффект Холла в сплаве хрома с теллуром. Обнаружил радиационный пьезоэлектрический и радиационный электромагнитный эффекты, возникающие при воздействии ионизирующего излучения на полупроводники. Экспериментально показал равенство по абсолютной величине электрических зарядов электрона и позитрона. Разработал методы измерения электрических величин при больших постоянных токах, широко применяющиеся при электролизе. Исследовал характер электрической проводимости паров металлов высокой плотности при сверхкритических условиях.
Стал одним из основателей (1969) и первым главным редактором журнала «Квант». Вместе с братом А. К. Кикоиным написал учебники по физике для средней школы. И. К. Кикоин был одним из авторов идеи проведения всесоюзных физических олимпиад, добился права победителям школьных всесоюзных олимпиад поступать в вузы СССР без вступительных экзаменов, был постоянным председателем Оргкомитета Всесоюзной физической олимпиады школьников.
27 марта 1978 года вторично удостоен звания Героя Социалистического Труда за многолетнюю плодотворную научную деятельность, выдающиеся достижения в развитии отечественной физической науки и в связи с семидесятилетием со дня рождения.
Незадолго до своей кончины, выступая в школе естественных наук при Курчатовском институте на вручении премии Ленинского комсомола И. К. Кикоин сказал: «Я хочу рассказать вам, о чём я думал, вручая эту награду. Я думал о том, что вот я — академик, руководитель большого коллектива, у меня много наград, но без всяких сомнений всё это — положение, степени, звания — обменял бы я на вашу молодость, на ваши 15, пусть 17, лет. А поменяться мне надо потому, что за долгую жизнь я не успел насладиться любимой своей физикой, не хватило мне времени, ясно вижу теперь — не хватило. А ведь не было ни одного дня в жизни, ни выходного, ни праздника, ни отпуска, когда бы я ею не занимался. Часто и сны вижу о физике. И всё равно времени не хватило. Вы сами узнаете, как это бывает, когда проживёте жизнь. Поэтому сейчас не упускайте времени. Всё равно его не хватит, но хоть будет не так обидно. Знаете, учёный — это не название должности и не место работы. Вот он вошёл в лабораторию — и стал думать о науке, и стал учёным. Это не так. Учёный — это постоянно и часто мучительное состояние, иногда прекрасное состояние».

### Семья
- Жена — Вера Николаевна Тюшевская (1913—1997), физик.
  - Дочери — кандидат физико-математических наук Любовь Исааковна Кикоин (род. 1938); патентовед Надежда Исааковна Кикоин (род. 1942), её сын — предприниматель Егор Шуппе (1971—2023).
- Брат — Абрам Константинович Кикоин (1914—1999), физик.

### Смерть
Исаак Кикоин умер 28 декабря 1984 года. Он похоронен в Москве на Новодевичьем кладбище (участок № 10) вместе с Верой Николаевной Тюшевской.

## Награды и премии
- Дважды Герой Социалистического Труда
- Ордена: Ленина (10 мая 1945, 8 декабря 1951, 19 сентября 1953, 4 января 1954, 27 марта 1958, 28 марта 1968, 27 марта 1978), «Знак Почёта» (31 марта 1945), Трудового Красного Знамени (22 декабря 1954), Октябрьской Революции (17 сентября 1975)
- Орден Красной Звезды (4 ноября 1944) — за выдающиеся заслуги в деле подготовки специалистов для народного хозяйства и культурного строительства
- Медали: «За доблестный труд в Великой Отечественной войне 1941—1945 гг.» (1946), «За доблестный труд. В ознаменование 100-летия со дня рождения Владимира Ильича Ленина» (1970), «30 лет Победы в Великой Отечественной войне 1941—1945 гг.» (1975), «60 лет Вооружённых Сил СССР» (1977)
- Сталинская премия III степени (10 апреля 1942) — за изобретение новой системы электрических измерений на постоянных токах большой величины
- Сталинская премия (1949)
- Сталинская премия (1951)
- Сталинская премия I степени (1953) — за усовершенствование производства урана-235 и за получение урана-235 с концентрацией 90 %
- Ленинская премия (1959)
- Государственная премия СССР (1967)
- Государственная премия СССР (1980) — за создание, промышленное освоение и внедрение медико-биологической препаративной ультрацентрифуги
- Золотая медаль имени И. В. Курчатова (1971) — за научные исследования в области атомной технологии
- Золотая медаль имени П. Н. Лебедева (1978) — за фундаментальные экспериментальные исследования в области физики твёрдого тела
- Золотая медаль ВДНХ СССР (1970)
- Золотая медаль Лейпцигской весенней ярмарки ГДР (1971)
- Почетный гражданин города Новоуральска (1974) — за доблестный созидательный труд, оказавший большое влияние на успешное развитие производства и строительство города[15]

## Память
- На Октябрьском проспекте в Пскове установлен бронзовый бюст И. К. Кикоина
- Мемориальная доска установлена на здании школы (улица Калинина, 5), где учился И. Кикоин
- В 1991 году издательство «Наука» опубликовало книгу «Воспоминания об академике Исааке Константиновиче Кикоине» (ответственный редактор — член-корреспондент АН СССР И. И. Гуревич)
- В городе Новоуральск Свердловской области есть бульвар Академика Кикоина.
- Одна из аудиторий Уральского федерального университета названа в честь И. К. Кикоина.

## Книги
- Кикоин И. К. Рассказы о физике и физиках. — М.: Наука, 1986. — 160 с.
- Учебники по физике для средней школы (1970-е — 1980-е гг).
- Абрам Константинович и Исаак Константинович Кикоины — авторы многократно выпускавшегося учебного пособия для высших учебных заведений «Молекулярная физика». — М.: Наука, 1976. — 480 с. с илл. (4-е издание в 2008 году)
- И. К. Кикоин — Физика и Судьба Архивная копия от 30 июня 2016 на Wayback Machine / «Курчат. ин-т», рос. науч. центр; редкол. и предисл. С. С. Якимов, Е. З. Мейлихов, С. Д. Лазарев, Д. И. Арнольд. — Москва : Наука, 2008. — 933 с. : [12] л. фот, ил. ; 25 см + [1] эл. опт. диск (CD-ROM). — (Памятники отечественной науки. XX век : осн. в 2005 г. / гл. редкол.: акад. Ю. С. Осипов [и др.]). — Список науч. тр. акад. И. К. Кикоина: с. 919—924. — Библиогр. в подстроч. примеч. — 1030 экз. — ISBN 978-5-02-036628-2 (в пер.): 150.00 р.
- Таблицы физических величин: Справочник / Под ред. акад. И. К. Кикоина. — М.: Атомиздат, 1976. — 1008 с.